# Бобровский, Константин Семёнович
Константи́н Семёнович Бобро́вский (1877—1944) — русский и советский архитектор.

## Биография
Родился 15 ноября 1877 года в Киеве в семье педагога. В 1895 году окончил реальное 7-классное училище в Орле. В 1902 году окончил Высшее художественное училище при Императорской Академии художеств, получив звание архитектора. Был учеником в мастерской Л. Н. Бенуа. В 1907 году получил диплом Академии художеств со званием архитектора-художника.
С 1918 года работал в Ярославле в Управлении работами. В 1925—1931 годах спроектировал и построил большое количество зданий в Туркменской ССР. Автор проекта планировки Ашхабада совместно со своим однокурсником Н. Е. Лансере.
Член Союза архитекторов СССР с 1938 года.
Последние годы жил в Москве по адресу: Можайское шоссе, дом 57а. Умер в 1944 году. Похоронен на Ваганьковском кладбище Москвы.

## Проекты

### В Санкт-Петербурге — Петрограде
- Караванная улица, дом № 12 — набережная реки Фонтанки, дом № 15 — здание Петроградского губернского кредитного общества и кинематографа «Сплендид палас», 1914—1916 гг.[3], в соавторстве с Б. Я. Боткиным, скульптор А. Е. Громов. В советское время в этом здании находился кинотеатр «Родина» — первый детский ленинградский кинотеатр — и Дом кино[4].